# 음력 5월 1일
음력 5월 1일은 음력 5월의 첫 번째 날이다.

## 사건
- 1926년 - 조선 마지막 임금인 순종의 장례일인 양력 6월 10일에 6·10 만세운동이 일어남.

## 탄생
- 1961년 - 대한민국의 정치인 하은호.
- 1981년 - 대한민국의 가수 서지영(샵).
- 1982년 - 대한민국의 야구인 이대호.
- 1985년 - 대한민국의 배우 정다혜.
- 1990년 - 대한민국의 배우 임지연
- 1994년 - 대한민국의 가수 걸스데이의 멤버 혜리.

## 같이 보기
- 음력 360일: 1월 2월 3월 4월 5월 6월 7월 8월 9월 10월 11월 12월
- 전날:4월 30일 다음날:5월 2일 - 전달:4월 1일 다음달:6월 1일
- 양력:5월 1일
- 음력, 윤달